# 天主教布埃亞教區
天主教布埃亞教區（拉丁語：Dioecesis Bueaensis）是喀麥隆一個羅馬天主教教區，屬巴門達總教區。
布埃亞宗座監牧區於1923年6月12日成立，1939年4月19日升為代牧區。代牧區於1950年4月18日升為教區。
教區位於西南省南部，2006年有教友302,223人（佔轄區總人口31.0%）、廿二個堂區和七十二名司鐸。
教區主教現時岀缺，榮休主教為厄瑪奴耳·布舒。